# 特里卡拉州
特里卡拉州（希臘語：Τρίκαλα）是希臘色薩利大區西北部的一個州。面積3,384平方公里，2005年人口137,723人。首府特里卡拉。
下分23市、3鎮。1881年建州。1947年卡爾季察州分出。
39°40′N 21°40′E / 39.67°N 21.67°E